# Quercus tonduzii
Quercus tonduzii Seemen – gatunek rośliny z rodziny bukowatych (Fagaceae Dumort.). Występuje endemicznie w górach środkowej Kostaryki. 

## Morfologia
PokrójZimozielone drzewo. Prawdopodobnie jest wysokie. Gałązki są grubości od 1,5 do 2,5 mm, karbowane, nagie, mają brązową lub szarą barwę z niepozornymi przetchlinkami. Pąki osiągają 3–4 mm długości, mają owalny lub niemal wrzecionowaty kształt, są owłosione przy wierzchołku, z krótkotrwałymi przylistkami.
LiścieBlaszka liściowa jest gruba, relatywnie twarda i ma kształt od lancetowatego do wąsko eliptycznego lub podłużnego. Mierzy 5–9 cm długości oraz 2–3,5 cm szerokości. Jest całobrzega, ma klinową nasadę i ostry lub spiczasty wierzchołek. Górna powierzchnia jest gładka i błyszcząca, natomiast od spodu jest gładka lub nieco pokryta kępkami gwiaździstych włosków w kątach nerwów. Mają 9–11 par nerwów. Ogonek liściowy mierzy od 4 do 10 mm długości, początkowo jest owłosiony, lecz z czasem staje się nagi i przybiera ciemnoczerwono brązową lub czarną barwę.
OwoceOrzechy zwane żołędziami dojrzewają w tym samym roku. Osadzone są pojedynczo lub w parach na szypułkach o długości 10 mm i grubości 4 mm. Kupule o kształcie kubka mierzą 7–8 mm długości i 14–18 mm średnicy. Żołędzie mają owalny lub okrągły kształt ze spiczastym wierzchołkiem, są nagie, dorastają do 18 mm długości i 18 mm średnicy, mają jasnobrązową barwę.

## Biologia i ekologia
Występuje na wysokości do 2200 m n.p.m.